# NGC 1048A
NGC 1048A في الفهرس العام الجديد، هي مجرة، تقع في كوكبة قيطس. اكتشفت في 10 نوفمبر 1885 بواسطة لويس سويفت.

## روابط خارجية
- NGC 1048A على موقع ويكي سكاي: DSS2, SDSS, GALEX, IRAS, Hydrogen α, X-Ray, Astrophoto, Sky Map, Articles and images